# Pingxi

Situation du district dans Nouveau Taipei.

Pingxi (chinois traditionnel : 平溪區 ; pinyin : Píngxī Qū), est un district de la ville de Nouveau Taipei, à Taïwan.

## Géographie
- Superficie : 71,34 km2
- Population : 5 845 habitants (2003)